# Аренський Антон Степанович
Анто́н Степа́нович А́ренський (30 червня (12 липня) 1861, Новгород — 12 лютого (25 лютого) 1906, біля Теріокі, нині м. Зеленогорськ Ленінградської області Росії) — російський композитор, піаніст, диригент і педагог.

## Біографічні дані
Закінчив Петербурзьку консерваторію (1882) по класу композиції у Миколи Римського-Корсакова.
У 1883—1895 викладав у Московській консерваторії; 1895—1901 — керівник петербурзької Придворної співацької капели.
Серед учнів Аренського — Рейнгольд Глієр.

## Творчість
Хоч творчості Аренського бракувало справжньої глибини, проте в цілому він ішов за традиціями прогресивної російської реалістичної музики. Його творчості властиві правдивість, виразність, задушевність, висока майстерність, на ній помітно позначився вплив Петра Чайковського.
В останні роки життя Аренський часто гастролював, побував також і в Україні (Харків, Київ, Катеринослав (нині Дніпро), Одеса).

## Твори
- Опери
  - «Сон на Волзі» (1888),
  - «Рафаель» (1894) — італійською мовою,
  - «Наль і Дамаянті» (1903),
- Балет «Ніч в Єгипті» (1900),
- Музика до поеми Олександра Пушкіна «Бахчисарайський фонтан» (1899),
- Дві симфонії,
- Інструментальні ансамблі,
- Романси на слова О. Апухтіна, Д. Ратгауза, Т. Щепкіної-Куперник.

На українську тему написав фантазію на теми І. Рябініна для фортепіано з оркестром (1899), в якій розробив мелодію київської билини «Про Вольгу та Микулу».
Теоретичні праці Аренського — підручники з гармонії та аналізу музичних форм.